# Lesedi Sheya Jacobs
Lesedi Sheya Jacobs (1. listopada 1997.) namibijska je tenisačica. Trenutačno nastupa na ITF-ovim turnirima. Njezino najbolje ostvarenje na ITF-ovoj ljestvici je 152. mjesto ostvareno 30. prosinca 2012. godine.
Za Namibijsku Fed Cup reprezentaciju debitirala je 2012. godine.

## Nastupi na Fed Cupu

### Pojedinačno
| Izdanje       | Zona              | Datum             | Lokacija      | Suparnička reprezentacija | Podloga | Protivnica        | Pobjeda/Poraz | Rezultat     |
| ------------- | ----------------- | ----------------- | ------------- | ------------------------- | ------- | ----------------- | ------------- | ------------ |
| Fed Cup 2012. | Euro-afrička zona | 16. travnja 2012. | Kairo, Egipat | Litva                     | zemlja  | Lina Stanciute    | poraz         | 1:6, 0:6     |
| Fed Cup 2012. | Euro-afrička zona | 17. travnja 2012. | Kairo, Egipat | Egipat                    | zemlja  | Mai El Kamash     | poraz         | 1:6, 3:6     |
| Fed Cup 2012. | Euro-afrička zona | 20. travnja 2012. | Kairo, Egipat | Cipar                     | zemlja  | Joanna-Nena Savva | poraz         | 6:7 (6), 3:6 |

### Parovi
| Izdanje       | Zona              | Nadnevak          | Lokacija      | Suparnička reprezentacija | Podloga | Partnerica      | Protivnice                        | Pobjeda/Poraz | Rezultat      |
| ------------- | ----------------- | ----------------- | ------------- | ------------------------- | ------- | --------------- | --------------------------------- | ------------- | ------------- |
| Fed Cup 2012. | Euro-afrička zona | 16. travnja 2012. | Kairo, Egipat | Litva                     | zemlja  | Carita Moolman  | Justina Mikulskyte Lina Stanciute | poraz         | 2:6, 0:6      |
| Fed Cup 2012. | Euro-afrička zona | 17. travnja 2012. | Kairo, Egipat | Egipat                    | zemlja  | Carita Moolman  | Menna El Nadgy Mora Eshak         | poraz         | 4:6, 2:6      |
| Fed Cup 2012. | Euro-afrička zona | 19. travnja 2012. | Kairo, Egipat | Moldavija                 | zemlja  | Liniques Theron | Julia Helbet Melisa Martinov      | pobjeda       | 6:1, 3:6, 6:3 |